# Goffredo Bettini
Pour les articles homonymes, voir Bettini.
Goffredo Maria Bettini, né le 5 novembre 1952 à Rome, est un homme politique italien.